# Кох, Кристоф
Кристоф Кох (англ. Christof Koch; род. 13 ноября 1956) — американский нейробиолог, директор Института Аллена по изучению мозга. Является одним из самых известных в мире исследователей сознания. Постоянный автор и член консультативного совета научно-популярного журнала Scientific American Mind, в котором описываются важнейшие открытия, сделанные в последнее время в психологии, нейробиологии и когнитивной науке.

## Биография
Кристоф Кох родился в семье немецких дипломатов в американском городе Канзас-Сити и рос в Голландии, Германии, Канаде и Марокко. Английский язык он начал учить уже в подростковом возрасте, поэтому до сих пор говорит на нём с немецким акцентом. Он изучал физику и философию в Тюбингенском университете и защитил диссертацию по биофизике в 1982 году. Затем он четыре года проработал в лаборатории искусственного интеллекта Массачусетского технологического института, после чего в 1986 году стал профессором биологии и инженерии в Калифорнийском технологическом институте. В 2011 году он стал главным научным сотрудником Института Аллена по изучению мозга и некоторое время совмещал работу в нём с прежней работой в Калифорнийском технологическом институте, откуда ушёл в 2013 году. Кристоф Кох является автором более 300 научных статей, 8 патентов и 5 книг, посвящённых изучению мозга и сознания. Он любит собак, альпинизм, езду на велосипеде и бег на длинные дистанции .

## Сотрудничество с Фрэнсисом Криком
Большую роль в развитии науки о сознании сыграло плодотворное сотрудничество Кристофа Коха с лауреатом Нобелевской премии по физиологии и медицине Фрэнсисом Криком. Впервые они встретились летом 1980 года в окрестностях Тюбингена. В 1985 году Кох совместно со специалистом в области искусственного интеллекта Шимоном Ульманом опубликовал научную статью, после прочтения которой Крик пригласил Коха и Ульмана к себе в Институт Солка, где они на протяжении пяти дней обсуждали выдвинутые в данной статье идеи. В дальнейшем Кох и Крик начали тесное ежедневное сотрудничество, в ходе которого за 16 лет с 1989 года до момента смерти Крика в 2004 году написали вместе 24 научных статьи. Мейнстримная наука до конца 1980-х годов не занималась исследованиями сознания, и именно Кох и Крик сыграли решающую роль в изменении скептического отношения научного сообщества к изучению сознания. По словам Коха, многие его коллеги, узнавшие о его исследованиях сознания в 1990 году, поначалу сочли его сумасшедшим. Они предложили ему оставаться в рамках мейнстримной науки и отложить занятия столь маргинальной темой до выхода на пенсию по примеру Фрэнсиса Крика, который имел к тому моменту репутацию полубога и благодаря своему авторитету мог, с их точки зрения, позволить себе подобные действия. В предисловии к опубликованной в 2004 году книге Кристофа Коха под названием «В поисках сознания: нейробиологический подход» Фрэнсис Крик написал, что всего несколько лет назад слово «сознание» нельзя было употреблять, к примеру, ни в статьях в таких научных журналах как Nature и Science, ни в заявках на получение грантов на научные исследования. Однако, по словам Крика, в дальнейшем сознание было признано в академической среде полноценным предметом научных исследований.
Кох и Крик предложили эпистемологический подход, согласно которому на нынешнем этапе развития науки следует отказаться от попыток дать научное определение сознанию и от поисков причинно-следственных связей между психическими и нейрофизиологическими процессами. Вместо этого нужно заниматься изучением корреляции между данными процессами. Для обозначения такого подхода, получившего широкое распространение в современной науке о сознании, они ввели в употребление термин «нейронные корреляты сознания».
В 1990 году Кох совместно с Криком выдвинул гипотезу гамма-активности головного мозга, согласно которой синхронизированные импульсы частотой 40 Гц в пределах подмножества нейронов являются достаточным условием для нейронных коррелятов сознания. Эта гипотеза стала первой эмпирически тестируемой теорией нейронных механизмов сознания и привлекла к себе большое внимание со стороны научного сообщества. Впоследствии Кох и Крик отказались от неё, поскольку она не нашла эмпирического подтверждения.

## Работа в Институте Аллена по изучению мозга
В начале 2011 года Кристоф Кох стал главным научным сотрудником Института Аллена по изучению мозга (Allen Institue for Brain Science), а в 2015 году занял должность директора этого института. Отвечая на вопрос журнала Nature, в чём состоит отличие Института Аллена по изучению мозга от других лабораторий, занимающихся нейробиологическими исследованиями, он указал, что все лаборатории используют разные техники, разных животных, разное оборудование, разные методы статистического и математического анализа. По словам Коха, основная причина того, что нерешённые проблемы нейробиологии остаются нерешёнными на протяжении 20, 30, 40 лет, состоит в отсутствии согласия между учёными по поводу общепринятых стандартов научных исследований.
Кристоф Кох играет ключевую роль в научной программе исследований головного мозга en:BRAIN Initiative, о начале которой 2 апреля 2013 года объявила администрация президента США Барака Обамы.

## Сотрудничество с Джулио Тонони
Одна из интересных особенностей научной деятельности Кристофа Коха в последние годы заключается в его поддержке теории интегрированной информации, разработанной одним из самых влиятельных нейробиологов современности Джулио Тонони, а также в активном сотрудничестве Кристофа Коха и Джулио Тонони. По словам Коха, «теория Тонони предлагает научную, действенную, обладающую предсказательной силой и математически точную форму панпсихизма 21 столетия. Это гигантский шаг на пути к окончательному решению древней проблемы души и тела». На основании данной теории Кох пришёл к заключению, что сознанием могут обладать не только люди, но и многие животные, а также машины. Это воззрение побудило его стать вегетарианцем. Кох также допускает возможность существования сознания у интернета. По его словам, интернет в некоторые дни может быть грустным, а в другие — весёлым. Журнал Wired отмечает, что если бы такую концепцию выдвинул кто-то другой, её сочли бы скорее духовным учением, а не научной теорией, однако Кристоф Кох является ведущим специалистом в области исследования неврологической основы сознания, и его научный авторитет неоспорим.
Кох, как и Тонони, считает сознание, наряду с массой и энергией, фундаментальным свойством Вселенной. В этом он согласен с одним из самых влиятельных современных философов сознания Дэвидом Чалмерсом. На этом основании Кох пришёл к выводу, что сознание не является эмерджентным свойством мозга. По словам Коха, «все мы окружены сознанием и погружены в него, сознание находится в воздухе, которым мы дышим, в земле, по которой мы ходим, в бактериях, обитающих в наших кишках, в мозгах, которые позволяют нам мыслить». Эти взгляды Коха и Тонони были подвергнуты резкой критике одним из самых известных современных философов Джоном Сёрлем.

## Пари с Дэвидом Чалмерсом
В 1998 году на ежегодной конференции Ассоциации по научному изучению сознания между Кохом и Чалмерсом было заключено пари, предметом которого являлся вопрос о возможности нейрофизиологического объяснения сознания. Кох утверждал, что в течение ближайших 25 лет нейрофизиологам удастся создать картину возникновения сознания на биологическом уровне. Чалмерс исключал такую возможность. По истечении срока пари в июне 2023 года Кох признал, что поддерживаемая им теория интегрированной информации не обладает достаточной ясностью, чтобы служить полноценным объяснением процесса возникновения сознания в мозге. Он передал Чалмерсу ящик вина, являвшийся предметом пари, и предложил продлить пари на следующие 25 лет.

## Отношение к религии
Кристоф Кох был воспитан как католик, однако в дальнейшем отказался от идеи персонального Бога и стал атеистом. При этом он признаёт близость своего мировоззрения к взглядам таких мыслителей как Спиноза, Ангелус Силезиус, а также к буддизму.
В начале 2013 года Кристоф Кох принял участие в конференции института «Ум и жизнь» с участием Его Святейшества Далай-ламы, в ходе которой обменялся мнениями о проблемах изучения сознания с участвовавшими в этой конференции западными учёными и представителями буддийской общины. На него произвела большое впечатление встреча с Далай-ламой XIV: по словам Коха, если ранее он испытывал сомнения в целесообразности научного изучения медитации, то после общения с главой буддистов, а также с ведущими западными исследователями медитации он понял важность этого направления для развития науки о сознании.

### Произведения Кристофа Коха
- Christof Koch. Biophysics of Computation: Information Processing in Single Neurons. — 1 edition. — New York: Oxford University Press, 1999. — 562 p. — ISBN 0-19-510491-9.
- Christof Koch. The Quest for Consciousness: A Neurobiological Approach. — 1 edition. — Englewood: Roberts & Company Publishers, 2004. — 429 p. — ISBN 0-9747077-0-8.
- Christof Koch. Consciousness: Confessions of a Romantic Reductionist. — 1 edition. — Cambridge, Massachusetts: MIT Press, 2012. — 200 p. — ISBN 978-0-262-01749-7.

### О Кристофе Кохе
- Shannon Moffett. 3. Mining the Brain // The Three-Pound Enigma: The Human Brain and the Quest to Unlock Its Mysteries. — Algonquin Books of Chapel Hill, 2006. — P. 66-110. — 309 p. — ISBN 978-1-56512-423-3.
- Андреа Рок; пер. с англ. Н. Рудницкой. Глава 10. Сознание и не только // Мозг во сне. Что происходит с мозгом, пока мы спим / Научный редактор Анастасия Пингачева. — На русском языке публикуется впервые. — Москва: Манн, Иванов и Фербер, 2015. — С. 205-219. — 240 с. — (МИФ. Кругозор). — ISBN 978-5-00057-667-0.